# Saxel

Censo Populacional 1962-2008

Saxel é uma comuna francesa na região administrativa de Auvérnia-Ródano-Alpes, no departamento da Alta Saboia. Estende-se por uma área de 5.63 km². Em 2010 a comuna tinha 491 habitantes (densidade: 87,2 hab./km²).